# Il suono del tuo cuore
Il suono del tuo cuore (마음의 소리?; titolo internazionale The Sound of Your Heart) è una webserie sudcoreana trasmessa su Naver TV e KBS2 dal 7 novembre 2016 al 6 gennaio 2017, basata sul webtoon omonimo di Jo Seok. Ha riscosso successo sia in Corea del Sud, dove è diventatala webserie più vista del Paese con oltre 29 milioni di contatti, sia in Cina, dove ha superato i 100 milioni di visualizzazioni su Sohu TV. Internazionalmente è stata distribuita da Netflix.

## Personaggi
- Jo Seok, interpretato da Lee Kwang-soo[3]
- Jo Joon, interpretato da Kim Dae-myung
- Choi Ae-bong, interpretata da Jung So-min[4]
- Jo Chul-wang, interpretato da Kim Byeong-ok
- Kwon Jung-kwon, interpretata da Kim Mi-kyung

## Riconoscimenti
- KBS Entertainment Award
  - 2016 – Hot Issue Programme
  - 2016 – Best Couple a Lee Kwang-soo e Jung So-min